# Ariary malgaxe
O ariary, ou, nas suas formas portuguesas, ariari ou ariári malgaxe (plural em português: ariaris ou ariáris) é a moeda usada em Madagáscar. 

## História
O ariary foi introduzido em 1961. Era igual a 5 franco malgaxes. Moedas e notas foram emitidas denominadas em francos e ariary, com a subunidade do ariary, o iraimbilanja, valendo 1⁄5 de um ariary e, portanto, igual ao franco. O ariary substituiu o franco como moeda oficial de Madagascar em 1º de janeiro de 2005.